# Bœuf de Bazas
Le Bœuf de Bazas est une Indication géographique protégée de viande bovine issue de plusieurs races bovines pures ou métissées entre elles. 
La zone d'élevage est située en Nouvelle-Aquitaine, aux confins des départements de Gironde, Lot-et-Garonne et Landes. Il a d'abord été certifiée par un label rouge en 1997 puis par une IGP le 19 mars 2008.

## Histoire
Issu d’un élevage des races bovines bazadaise, blonde d’Aquitaine et limousine, le bœuf de Bazas ne présente pas des caractéristiques qui lui sont propres, car le label dont il porte le nom n'impose pas une seule race. La race grise de Bazas, qu'il ne faut pas confondre avec les différentes races acceptées par le label a une silhouette trapue et une robe grise, ce bovin possède un squelette fin[réf. nécessaire].

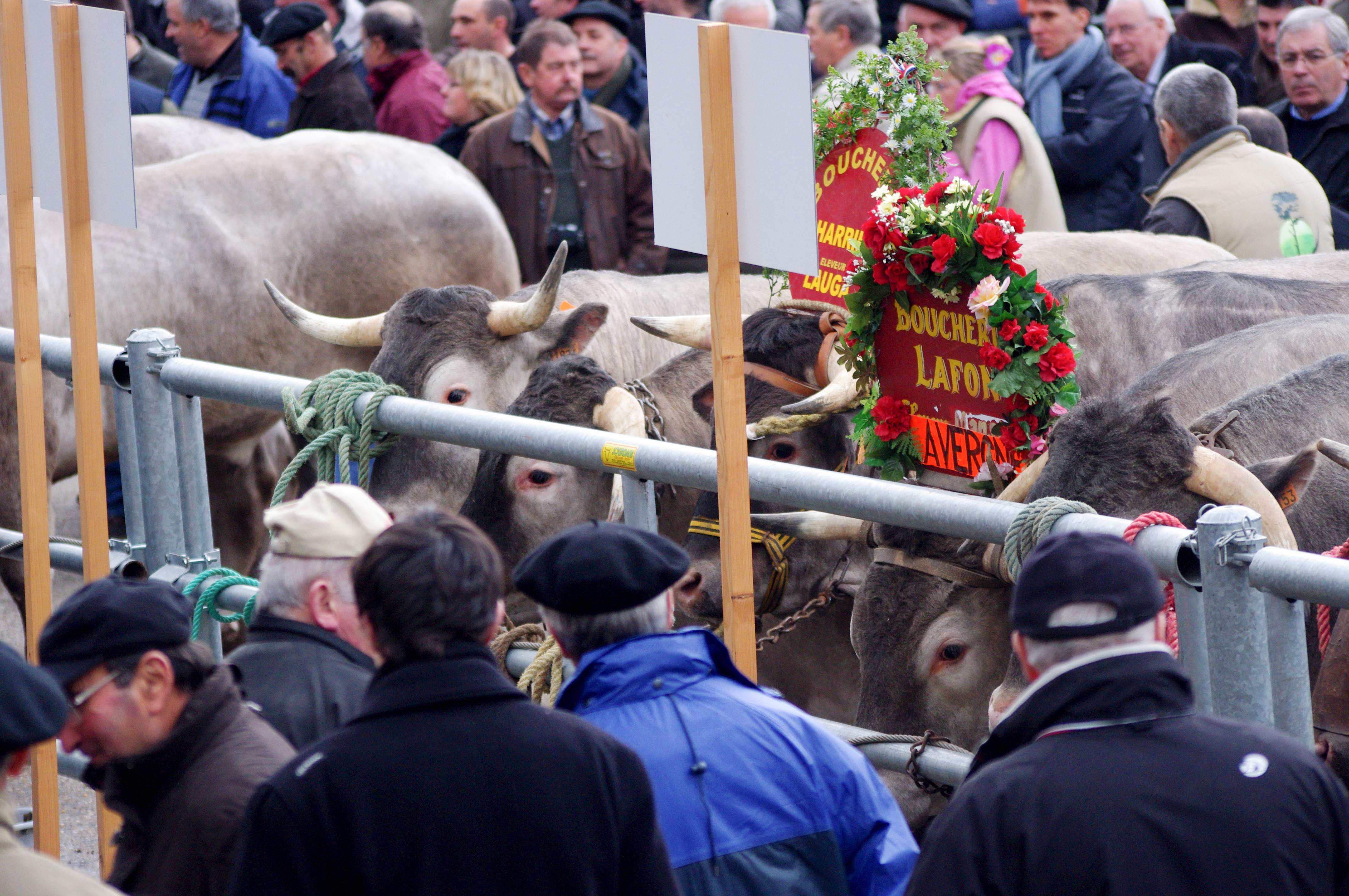
Fête des bœufs gras à Bazas durant le carnaval

Autrefois, la vocation de la race bazadaise, encore appelée race grise de Bazas était de fournir des animaux de trait utilisés pour la traction des engins agricoles. Si la vache bazadaise a été toujours une médiocre laitière, elle fournissait une viande persillée de qualité. C'est dans ce cadre que la mécanisation des campagnes est allée de pair avec la sélection d’un produit spécifique à vocation bouchère : le bœuf gras[réf. nécessaire].
C'est pourquoi tous les jeudis gras, durant le carnaval, se déroule encore la fête des bœufs gras à Bazas où les défilés des plus beaux spécimens de la race bazadaise se concluent par un concours où les professionnels priment les meilleurs qui sont signalés par leurs cornes enrubannées et fleuries.

## Label rouge et IGP
Le bœuf de Bazas bénéficie d’un Label Rouge et d’une indication géographique protégée (I.G.P)[réf. nécessaire]. Il a obtenu le Label Rouge en juin 1997 et  l’IGP, le 12 août 2014.
Pour être labellisés, les animaux doivent être nés, élevés et engraissés dans la zone bien définie et doivent « répondre aux exigences sur la traçabilité, l’alimentation, le sanitaire et le bien être animal. ». Les animaux ne sont pas forcément de la race grise de bazas.

## Cahier des charges

Carte historique du Bazadais

Élevé d’abord au pis de la mère, le bœuf bazadais poursuit sa croissance dans les pâturages agréés[réf. nécessaire]. Le cahier des charges implique qu'il est produit sur une zone déterminée qui comprend le département de la Gironde, une grande partie des Landes et les cantons limitrophes de la Gironde et des Landes, en Lot-et-Garonne et dans le Gers. 
Il est ensuite engraissé à l’étable (céréales), puis abattu, au minimum à 36 mois.

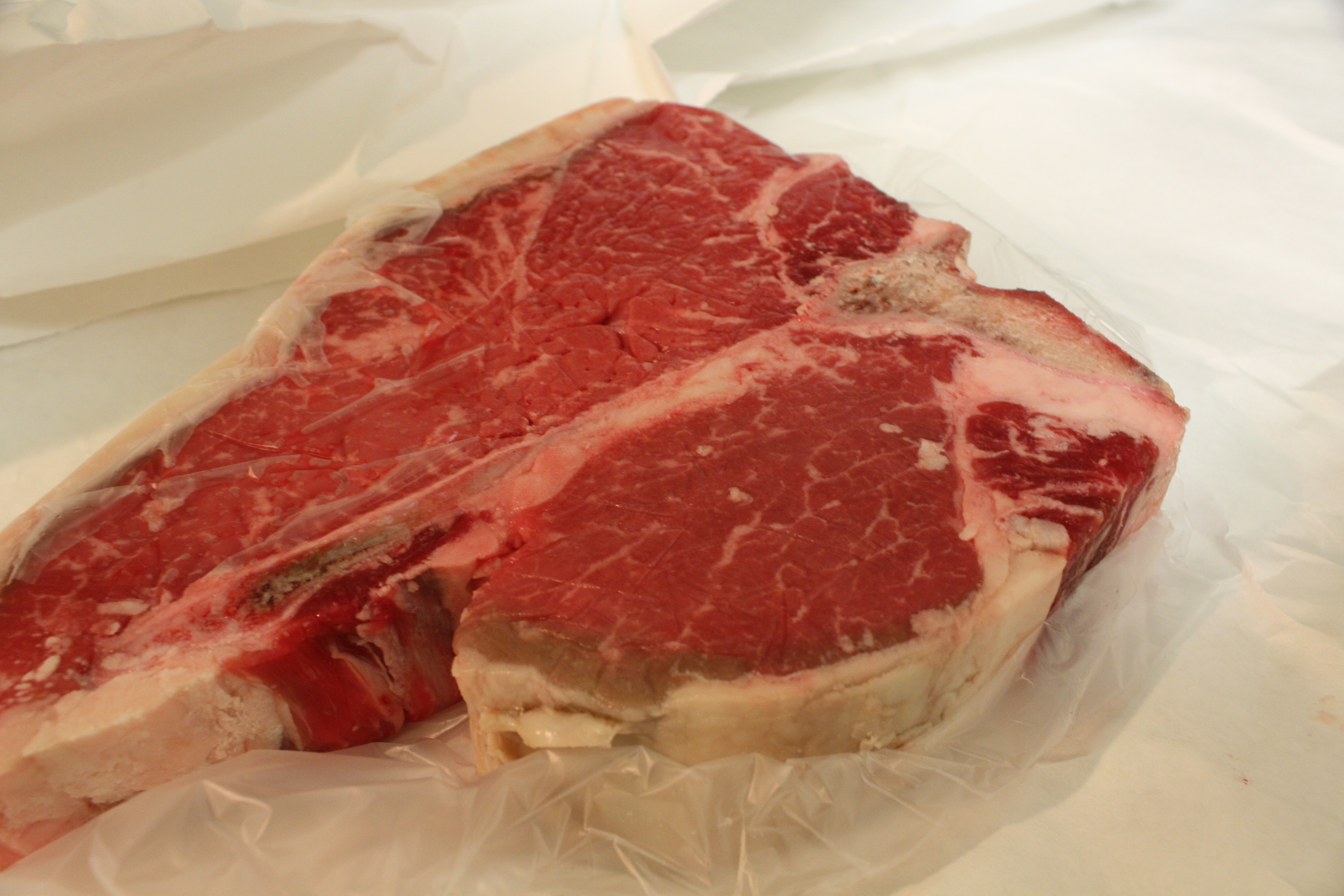
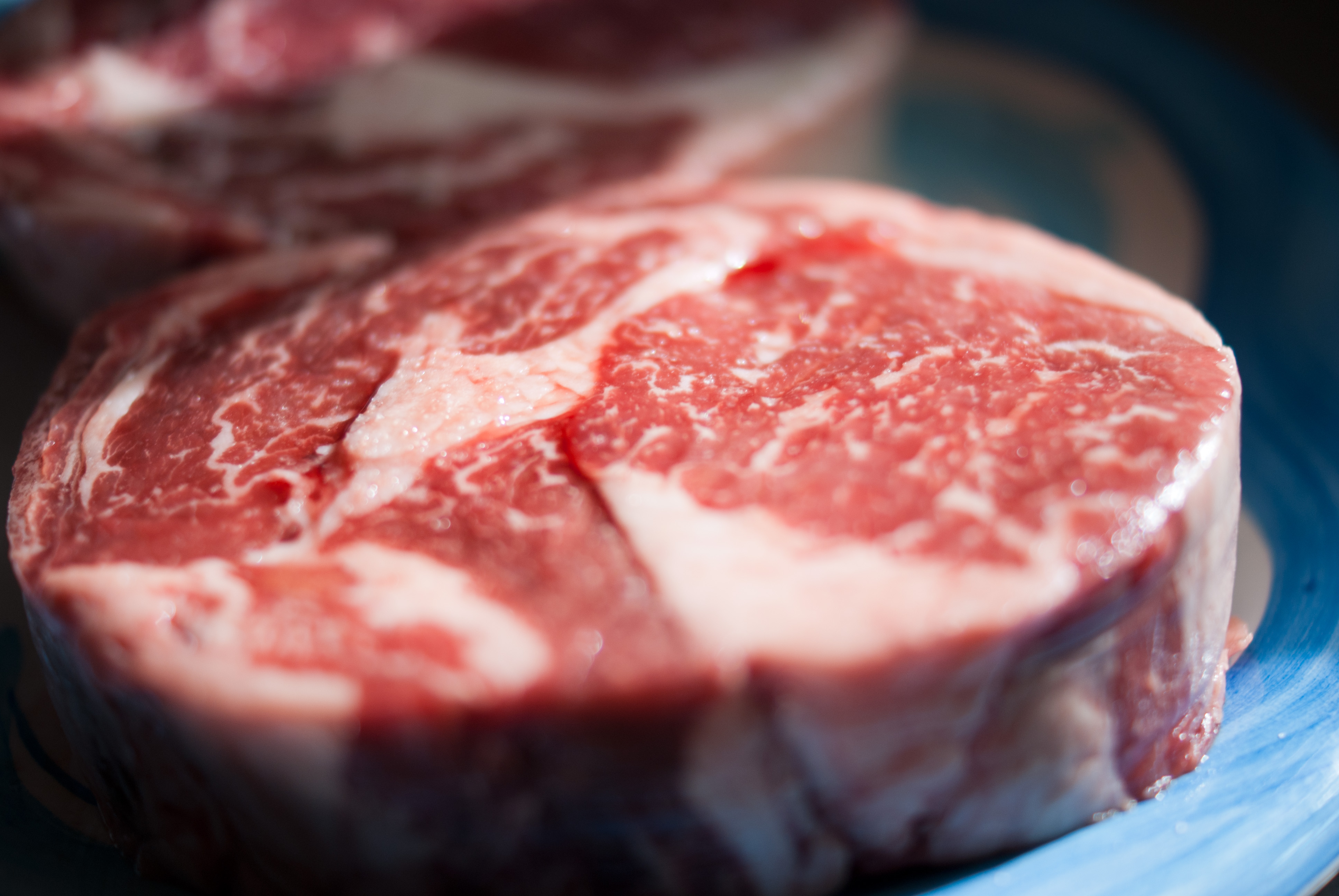
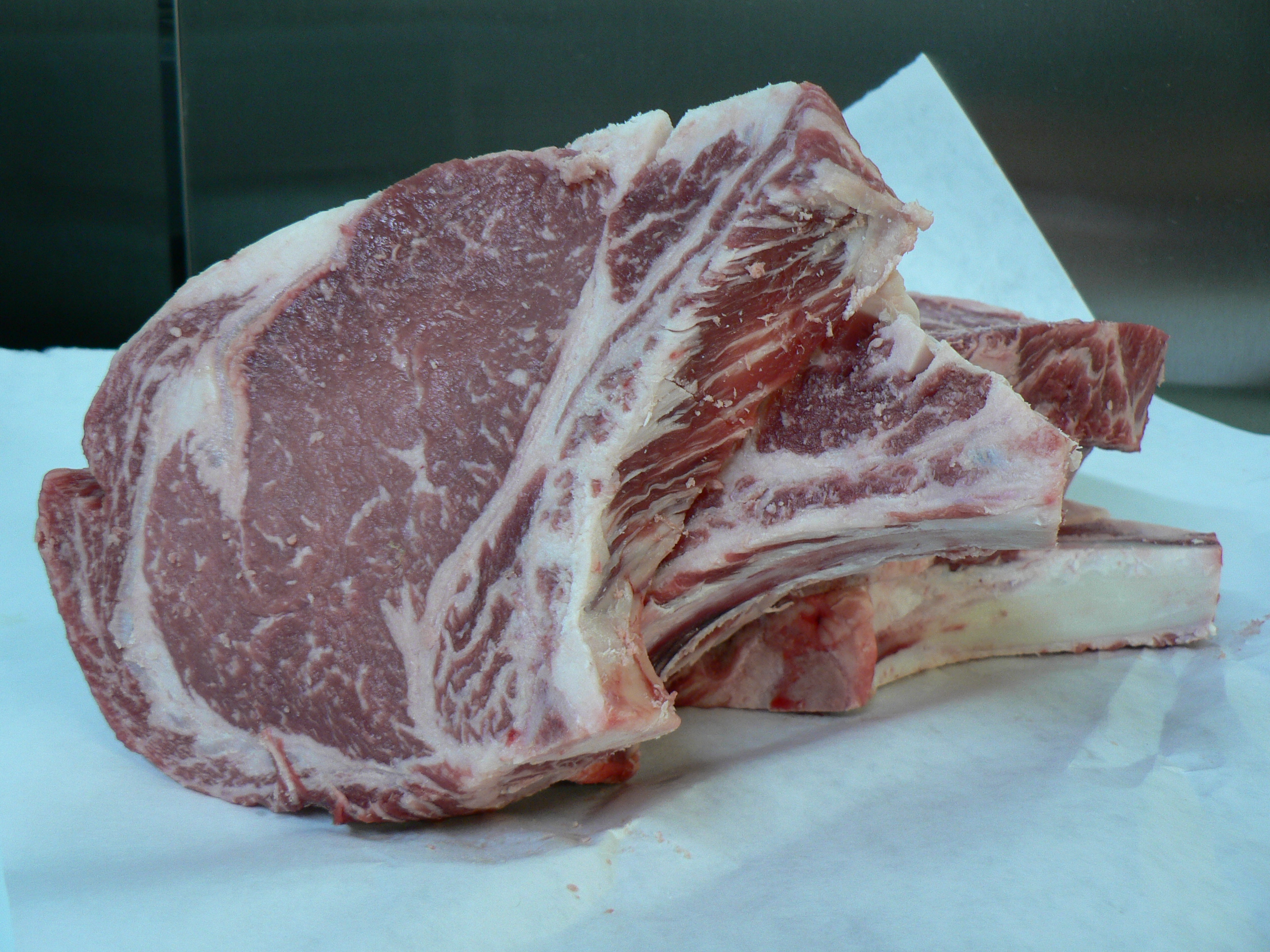

## Élevage du bœuf gras
L’élevage du bœuf gras bazadais est une pratique liée à un savoir-faire particulier d’élevage de race bovine, ici la Bazadaise. L'appellation "Boeuf de Bazas" n'est en aucune une manière une garantie d'un boeuf de race bazadaise, la majorité des bovins vendus sous l'IGP "Boeuf de Bazas" est en réalité des bovins issus d'élevages de blonde d'aquitaine. Le savoir-faire de l'engraissement est reconnu par la France en tant que patrimoine culturel immatériel.

### Historique de la fête des boeufs gras de Bazas
L’élevage des bœufs bazadais est intimement lié à la fête des Bœufs Gras à Bazas. Les animaux sont élevés dans l’optique de faire bonne impression ce jour-là, et de faire honneur à l’éleveur et au boucher qui s’en occupe. 
Aujourd'hui, cette fête est davantage régulée ; autrefois, on se réunissait et on chantait dans les boucheries et dans les bars. Cette fête est à la fois l’occasion de célébrer la grise de Bazas et les métiers d’éleveur et de boucher. Les bœufs devaient être les plus beaux possible et étaient ornés de couronnes de fleurs façonnées par les femmes d’éleveurs. C’est aussi ce jour-là qu’étaient abattus les bœufs présentés. La tradition voulait alors qu’on les tue d’un coup de merlin d'abattage entre les deux cornes. Une seule frappe devait suffire pour donner la mort à la bête. 
La race est aujourd’hui moins exploitée. Les éleveurs sont moins nombreux.

### L'élevage
Le futur bœuf est séparé de sa mère à l’âge de six mois. Il est alors castré et élevé en étable pendant quatre années. Il est nourri d’une façon secrète que les agriculteurs ne veulent pas révéler[réf. nécessaire]. Il doit atteindre sa maturité au Jeudi Gras. 
Les éleveurs planifient la croissance du bœuf pour qu’il corresponde aux critères de bœuf gras ce jour précis. L’évaluation du bœuf se fait en fonction de la longueur du dos droite, de la bosse à l’encolure, de la culotte arrondie, du poids à l’abattoir, de l’arrière de la cuisse rebondie ainsi que des cornes bien plantées. Sont repérés les bœufs qui pourront être élevés dans l’optique des critères du Bœuf Gras. En effet, certains bœufs ne peuvent pas être engraissés (s’ils n’ont pas goût à la nourriture ou manquent de capacité à digérer).
Les animaux sont préparés pour défiler le jour de la fête. Ainsi, ils sont régulièrement sortis de l’étable. Ils sont lavés, soignés et rasés aux cuisses pour faire apparaître la masse musculaire. Ils sont également encouragés et apaisés à l’approche de la fête. 
Le jour de la fête, les bœufs sont harnachés, décorés de leur couronne de fleurs et de la rosace qui affiche le nom de l’éleveur et celui du boucher. Ils sont attachés à l’arrière d’un char représentant l’arrivée du printemps et toutes les significations qui l’accompagnent (fécondité…) et défilent. Les animaux sont ensuite pesés, et sélectionnés sur la place principale de Bazas pour le concours. Le plus beau est récompensé.

## Gastronomie
Grillée, en entrecôte (entrecôte à la bordelaise), en rôti ou encore froide, la grise de Bazas est prisée des amateurs pour son onctuosité et son subtil goût de noisette.

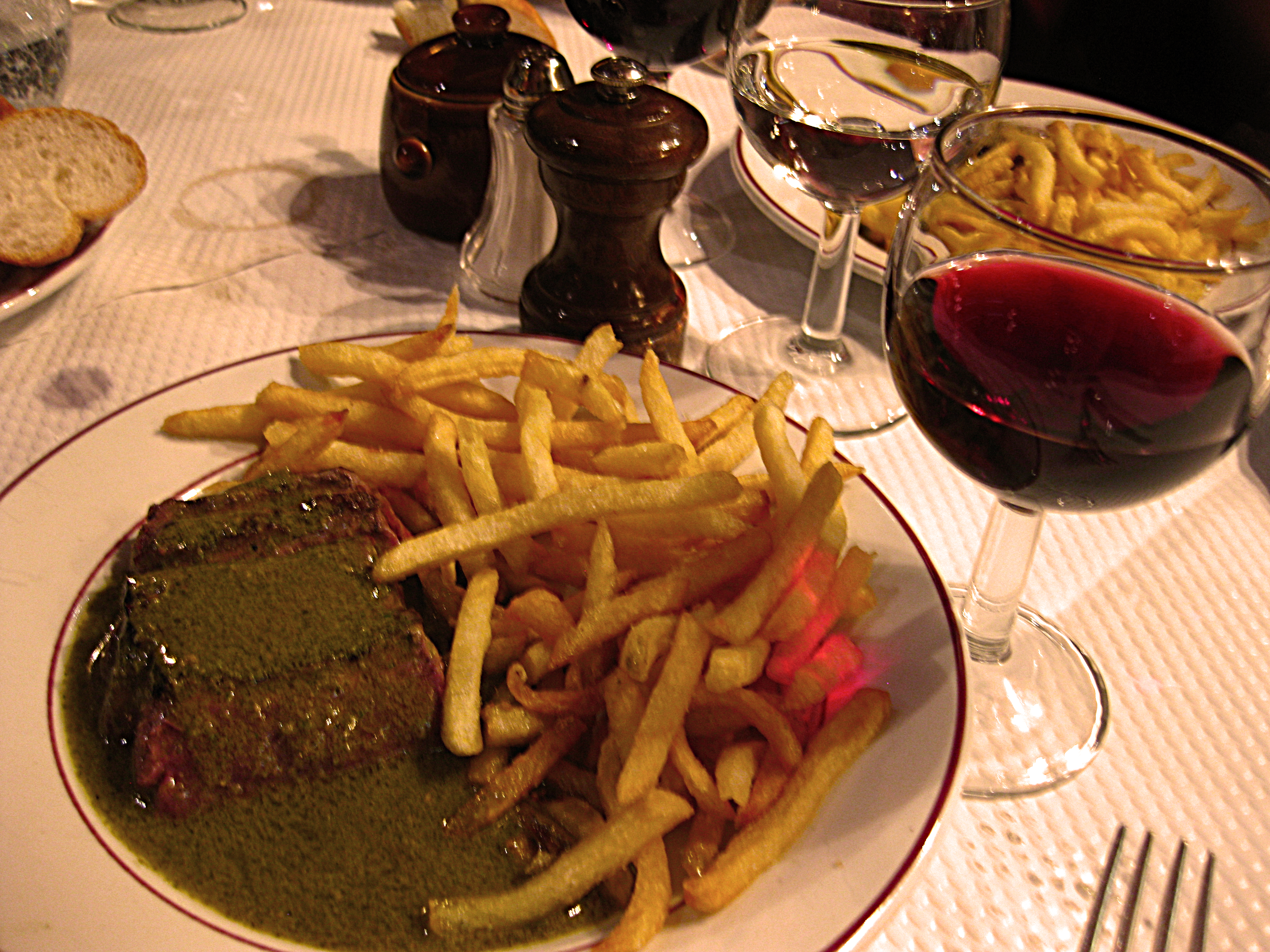
Entrecôte à la bordelaise et frites